# Traité de Compiègne (867)
Pour les articles homonymes, voir Traité de Compiègne.
Le traité de Compiègne est un traité signé entre les royaumes de Francie occidentale et de  Bretagne en août 867.

## Le traité
Le 1er août 867  le roi Charles le Chauve reçoit à Compiègne Pascweten gendre et représentant du roi Salomon de Bretagne et lui concède le Cotentin et probablement l'Avranchin, avec le Mont-Saint-Michel, bien que cela ne soit pas spécifié, avec l'ensemble des fiscs et domaines royaux, les abbayes et leurs dépendances en quelques lieux qu’elles soient à l'exception des évêchés. De ce fait d'un point de vue religieux, les diocèses de Coutances et d'Avranches restent dans l'archidiocèse de Rouen, sans jamais avoir été intégrés à celui de Dol. À la suite de l'effondrement du royaume breton face aux invasions vikings en 919, ces deux pagi sont rattachés à la Normandie en 933, duché dont l'extension géographique correspond pratiquement à celle de l'archidiocèse de Rouen.